# Папаскири, Иван Георгиевич
Иван Георгиевич Папаскири (абх. Иван Гьаргь-иҧа Папасқьыр; 12 декабря 1902, село Кутол, Сухумский округ, Российская империя — октябрь 1980) — абхазский писатель. Заслуженный работник культуры Грузинской ССР (1968), народный писатель Абхазской АССР (1977). В 1981 году его имя было присвоено Абхазской республиканской библиотеке.

## Биография
Иван Георгиевич Папаскири родился в селе Кутол (ныне Очамчирский район Абхазии) 12 декабря 1902 года. В 1928—1929 годах обучался в Ленинградском институте восточных языков. После работал в газете «Аҧсны ҟаҧшь». В 1971 году стал членом Президиума Верховного Совета Абхазской АССР.

## Творчество
Первые произведения Папаскири были опубликованы в 1926 году. Его ранние рассказы были посвящены старой жизни («Карвальское ружье», «Кунач», «Телушка», «Поминки»). В 1937 году вышел его роман «Темыр», ставший первым социально-бытовым романом в абхазской литературе. В 1949 году вышел роман-эпопея «Аҧҳәыс лыпату» (Женская честь) о судьбе абхазской женщины. За ним последовали роман «У подножия Эрцаху» и сборник «Ажәабжьқуа» (Рассказы).

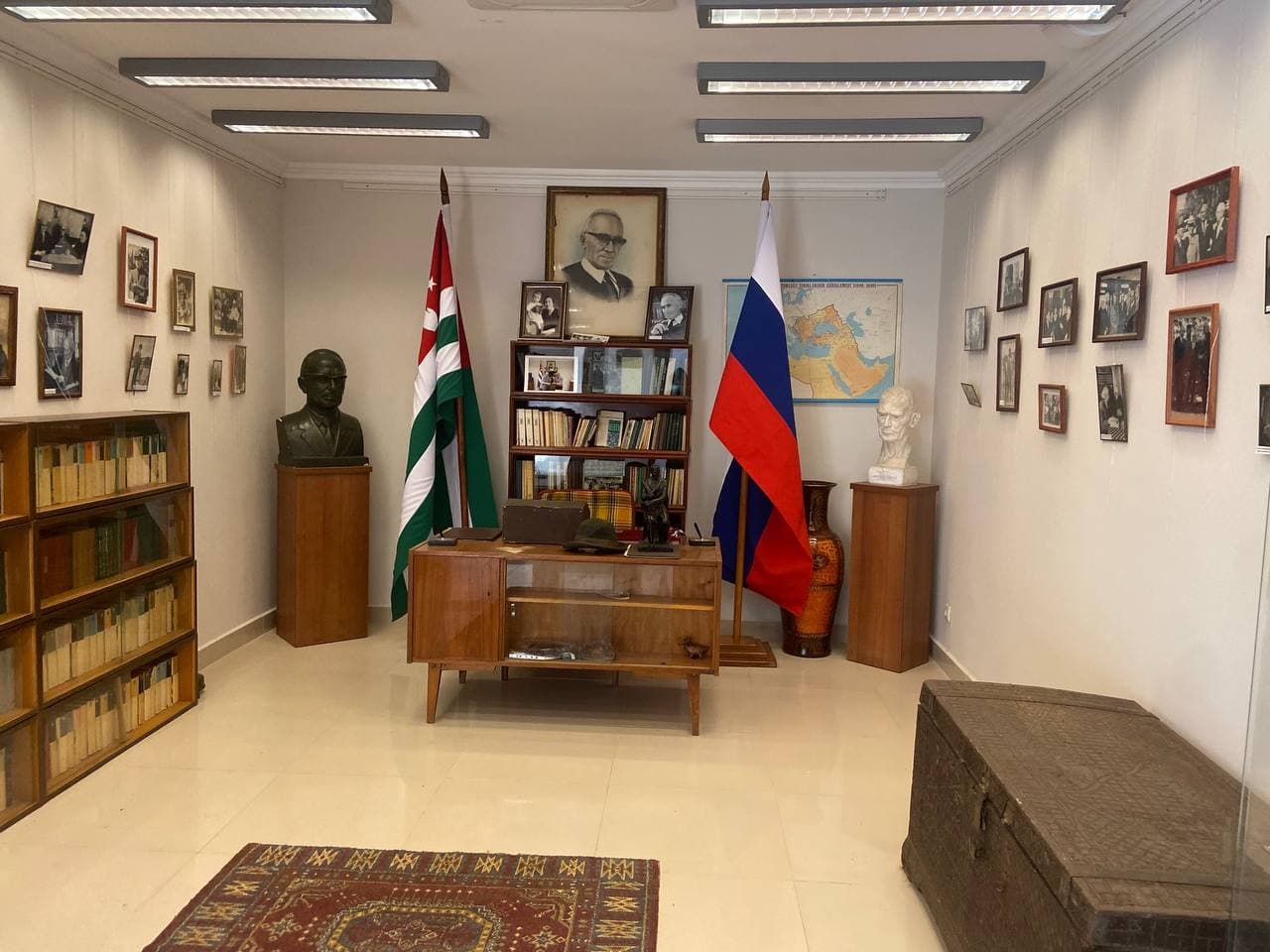
Мемориальный музей И.Г. Папаскир. Национальная библиотека Республики Абхазия

## Память
Мемориальный музей И.Г. Папаскир
Национальная библиотека республики Абхазии им. И.Г. Папаскир

## Награды
- орден Октябрьской Революции (15.03.1973)
- орден Трудового Красного Знамени (03.05.1963)
- орден «Знак Почёта» (17.04.1958)
- народный писатель Абхазской АССР (1977)
- заслуженный работник культуры Грузинской ССР (1968)